# Paku Alam IV
Paku Alam IV (Yogyakarta, 25 ottobre 1841 – Yogyakarta, 24 settembre 1878) è stato un sovrano indonesiano. Fu il quarto principe di Pakualaman.

## Biografia
Figlio primogenito di Paku Alam III, alla morte del padre nel 1864 gli succedette al trono del principato di Pakualaman. Il suo regno fu segnato da un periodo di declino per il principato della sua famiglia dal momento che molte delle politiche da lui intraprese causarono insoddisfazione presso la popolazione. Al contrario del padre e del nonno, inoltre, non si fece promotore della cultura indonesiana, prediligendo al contrario i festeggiamenti, il lusso e gli sperperi.
Nel 1870 concordò col governo olandese il permesso di mantenere un battaglione di fanteria e una compagnia di cavalleria come proprio esercito, aumentando così notevolmente le forze armate a sua disposizione. Inoltre, per il propri piccolo principato, inviò un impiegato a studiare a economia a Surakarta e un'infermiera a studiare ostetricia a Giacarta presso scuole olandesi, incoraggiando così i suoi successori a favorire sempre più un atteggiamento di vicinanza al governo coloniale dei Paesi Bassi.
Paku Alam IV sposò in prime nozze la figlia del reggente Banyumas, dalla quale però in seguito divorziò a causa di una malattia. Il secondo matrimonio lo contrasse con Ratu Ayu, figlia del sultano Hamengkubuwono VI di Yogyakarta. Da questo matrimonio ad ogni modo non nacquero figli ed i due divorziarono successivamente. Paku Alam IV ebbe due figli e figlie dalle proprie concubine.
Morì il 24 settembre 1878 e venne sepolto nel mausoleo di Kota Gede presso Yogyakarta.